# Linea Maskoŭskaja
La linea Maskoŭskaja (letteralmente: «linea di Mosca»; in bielorusso Маскоўская лінія?, Maskoŭskaja linija; in russo Московская линия?, Moskovskaja linija) è una delle tre linee della metropolitana di Minsk.